# Kaija Mustonen
Kaija Mustonen (Hèlsinki, Finlàndia 1941), és una patinadora de velocitat sobre gel finlandesa, ja retirada, que destacà a la dècada del 1960.

## Biografia
Va néixer el 4 d'agost de 1941 a la ciutat de Hèlsinki.

## Carrera esportiva
Participà en els Jocs Olímpics d'Hivern de 1964 realitzats a Innsbruck (Àustria) on aconseguí la medalla de plata en la prova de 1.500 metres a més de la medalla de bronze en la prova de 1.000 metres. En aquells mateixos Jocs participà en la prova de 500 metres, on fou tretzena, i en la prova de 3.000 metres, on fou cinquena. En els Jocs Olímpics d'Hivern de 1968 realitzats a Grenoble (França) aconseguí la victòria en la prova de 1.500 metres, establint un nou rècord olímpic, i la medalla de plata en la prova de 3.000 metres. Així mateix finalitzà quarta en la prova de 1.000 metres i sisena en la de 500 metres.
Al llarg de la seva carrera competí en el Campionat del Món de patinatge de velocitat entre els anys 1958 i 1968 (exceptuant l'edició de 1959) però no aconseguí guanyar cap medalla, sent la seva actuació més destacada un quart lloc en la combinada de 1964.
Marques personals
| Distància       | Temps   | Seu    | Data                |
| --------------- | ------- | ------ | ------------------- |
| 500 m           | 45.6    | Inzell | 2 de març de 1968   |
| 1.000 m         | 1:31.5  | Inzell | 10 de març de 1968  |
| 1.500 m         | 2:20.1  | Inzell | 2 de març de 1968   |
| 3.000 m         | 5:00.7  | Inzell | 10 de març de 1968  |
| Mini combinació | 190.367 | Inzell | 2/3 de març de 1968 |